# Shāhsavārān
Shāhsavārān (persiska: شاهسَوار, شاهسواران) är en ort i Iran.   Den ligger i provinsen Markazi, i den centrala delen av landet, 210 km sydväst om huvudstaden Teheran. Shāhsavārān ligger 1 679 meter över havet och antalet invånare är 864.
Terrängen runt Shāhsavārān är platt åt nordost, men åt sydväst är den kuperad.Runt Shāhsavārān är det ganska tätbefolkat, med 120 invånare per kvadratkilometer. Shāhsavārān är det största samhället i trakten. Omgivningarna runt Shāhsavārān är i huvudsak ett öppet busklandskap.